# Alain Vasseur
Pour les articles homonymes, voir Vasseur.
Alain Vasseur est un coureur cycliste français, né le 1er avril 1948 à Cappelle-la-Grande. 
Il est le père de Cédric Vasseur et le frère de Sylvain Vasseur, tous deux coureurs cyclistes. Il tient un magasin de cyclisme, « Cycles Vasseur », à Steenvoorde (Nord).

## Palmarès

### Palmarès amateur
- 1967
  - Grand Prix de l'Équipe et du CV 19e
  - 3e du Grand Prix de Lillers
  - 3e des Deux Jours cyclistes de Machecoul
  - 3e du championnat de France militaires sur route
  - 3e de Paris-Dreux
- 1968
  - 1re étape du Circuit de Saône-et-Loire
  - Grand Prix des Flandres françaises
  - Paris-Roubaix amateurs
  - 5e et 9e étapes du Tour de l'Avenir

### Palmarès professionnel
- 1969
  - Grand Prix de Menton
  - Classement général des Quatre Jours de Dunkerque
  - 3e étape du Tour du Nord
  - 3e de la Polymultipliée
  - 5e du Grand Prix de Francfort
  - 10e de Paris-Nice
- 1970
  - 8e étape du Tour de France
  - 1reb étape du Tour de Catalogne (contre-la-montre par équipes)
  - 6e des Quatre Jours de Dunkerque
  - 6e du championnat du monde sur route
- 1972
  - 4e étape de l'Étoile des Espoirs
  - 2e du Circuit du Port de Dunkerque
- 1973
  - Prologue du Critérium du Dauphiné libéré (contre-la-montre par équipes)
  - Prologue du Tour de Luxembourg (contre-la-montre par équipes)

## Résultats sur les grands tours

### Tour de France
3 participations
- 1970 : 40e, vainqueur de la 8e étape
- 1971 : 65e
- 1974 : 80e

### Tour d'Espagne
1 participation
- 1974 : hors délais (9e étape)